# Veld
Il veld (/vɛlt/ o /fɛlt/), indicato anche come veldt, è un tipo di paesaggio rurale del Sudafrica (o di altri paesi dell'Africa meridionale). È costituito principalmente da grandi pianure aperte, praterie erbose o zone di steppa. La parola viene dall'afrikaans e dall'olandese e significa 'prato'.
Il veld africano può essere paragonato all'outback australiano o alla pampa sudamericana. Nelle regioni in cui c'è una ricca vegetazione arbustiva si parla anche di bosveld (o bushveld).

## Alto e bassoveld

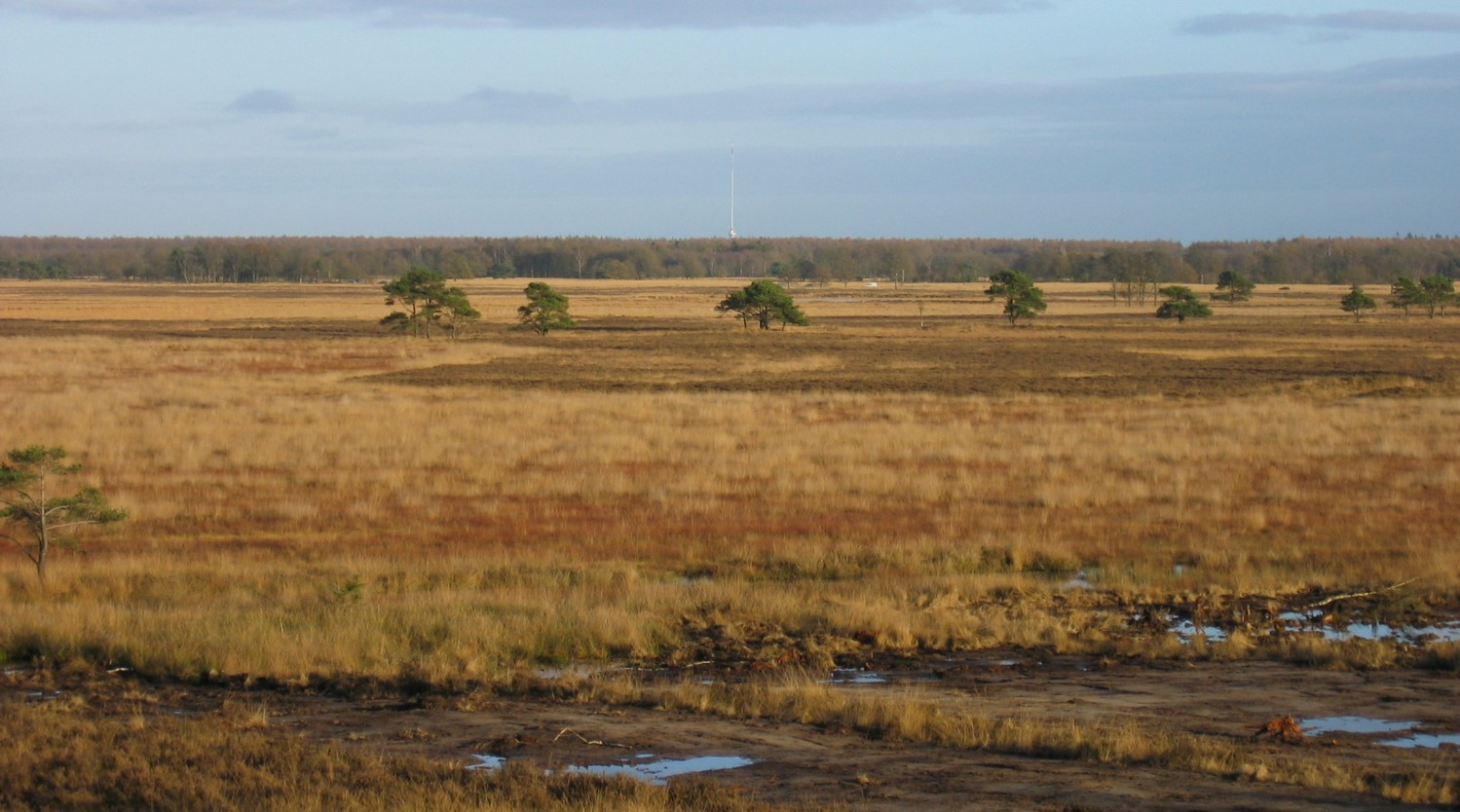
Veld

Gran parte dell'entroterra sudafricano è costituito da un altopiano erboso, stepposo, in parte semi-desertico, noto come Alto Veld (Highveld). Si tratta di aree elevate (perlopiù fra i 1.200 m e i 1800 s.l.m.) e fredde. L'Alto Veld si estende verso est dalla parte nordorientale della provincia di Western Cape e include tutto il Free State. A nord, l'Alto Veld include le formazioni rocciose del Witwatersrand, note per i giacimenti auriferi. A nord di questa zona, nel Transvaal, si estende il Bushveld, una zona di savana con giacimenti minerari altrettanto importanti (platino, nickel, cromo, rame e ferro). Il Bushveld sfuma nella valle del Limpopo a nord e nel Kalahari a ovest. A est, l'Alto Veld è chiaramente delimitato dalla Grande Scarpata. Alcune fonti chiamano l'Alto Veld anche "Karoo settentrionale", mettendolo in relazione con gli altopiani del Karoo (Grande e Piccolo Karoo).
Le pianure costiere al di là della Scarpata vengono chiamate Basso Veld (Lowveld). Questa striscia di terra ha una larghezza che varia da circa 60 a circa 200 km. Presenta temperature più calde ed è coltivata in modo meno intenso. Fino alla metà del XX secolo il Basso Veld era infestato dalla mosca tse-tse, vettore della malattia del sonno, e veniva chiamato anche fever country ("terra della febbre"). Vi si trovano importanti giacimenti di petrolio e gas naturale.

## Connotazione militare
Il termine ha anche un connotazione militare; gli eserciti boeri avevano Veldkornets e Veldkommandos.